# Gemene schoren van Hamme
De Gemene schoren van Hamme is een natuurgebied nabij de Oost-Vlaamse plaats Hamme.

## Geschiedenis
De naam verwijst naar het gemeenschappelijk gebruik. De naam schoren had betrekking op een soort halfpolder, gelegen tussen de eigenlijke polder en de stroom, in dit geval de Durme, welke getijdenbeweging kent.
Feitelijk werd dit gebied voorzien van zomerdijken en in de zomer gebruikt als hooiland. In het winterseizoen werden de dijken doorgestoken en de gaten met rijshout versterkt. Het hooiland stroomde dan onder en er werd een laagje vruchtbaar slib afgezet. Het water werd verdeeld via sloten. In de dijken bevonden zich sluisjes (goten genaamd) om in het zomerseizoen de hooilanden te ontwateren en eventueel, na het maaien, tijdelijk te bevloeien teneinde slib af te zetten. Door dit alles kwamen de schoren ook steeds hoger te liggen.
Begin 20e eeuw werd het hooiland vaak omgezet in grienden, omdat de teelt van wilgentenen (wijmen) meer opbracht dan hooi.
Na de Tweede Wereldoorlog nam de winstgevendheid van het bedrijf af en, door de toenemende getijverschillen, werd het moeilijker om bovengenoemd bevloeiingsbeheer mogelijk te maken. Omstreeks de jaren '60 van de 20e eeuw werden de hooilanden opgegeven.
In 1970 werden de Schorren van de Durme geklasseerd als Staatsnatuurreservaat. Dit meet ruim 23 ha. In 1981 werd het ook geklasseerd als beschermd landschap. Van de vroegere inrichting van de vloeiweiden is niet veel meer overgebleven.